# پاتنی سووپ
پاتنی سووپ (انگلیسی: Putney Swope) یک فیلم کمدی طنز به کارگردانی رابرت داونی سینیور است که در سال ۱۹۶۹ منتشر شد. این فیلم دنیای تبلیغات، نحوهٔ به تصویر کشیدن نژاد در فیلم‌های هالیوود و ماهیت فساد در شرکت‌های بزرگ را دست‌مایهٔ طنز خود می‌کند.
کتابخانه کنگره در سال ۲۰۱۶، این فیلم را «از نظر فرهنگی، تاریخی یا زیبایی‌شناختی مهم» دانست و آن را جهت بایگانی و نگهداری در فهرست ملی ثبت فیلم قرار دارد.